# Kiçikoba
Kiçikoba è un comune dell'Azerbaigian situato nel distretto di Şahbuz.